# Jean-Paul Rössinger
Jean-Paul Rössinger es un deportista suizo que compitió en piragüismo en la modalidad de eslalon. Ganó cinco medallas en el Campeonato Mundial de Piragüismo en Eslalon entre los años 1951 y 1961.

## Palmarés internacional
| Campeonato Mundial | Campeonato Mundial | Campeonato Mundial | Campeonato Mundial |
| Año                | Lugar              | Medalla            | Competición        |
| ------------------ | ------------------ | ------------------ | ------------------ |
| 1951               | Steyr (Austria)    | Medalla de bronce  | C2 por equipos     |
| 1953               | Merano (Italia)    | Medalla de plata   | C1 por equipos     |
| 1953               | Merano (Italia)    | Medalla de plata   | C2 por equipos     |
| 1957               | Augsburgo (RFA)    | Medalla de plata   | C2 por equipos     |
| 1961               | Hainsberg (RDA)    | Medalla de bronce  | C2 por equipos     |